# Василевка (Арцизский район)
Васильевка (укр. Василівка) — село, относится к Арцизскому району Одесской области Украины.
Население по переписи 2001 года составляло 533 человека. Почтовый индекс — 68410. Телефонный код — 4845. Занимает площадь 1,29 км². Код КОАТУУ — 5120484203.

## История
В 1945 г. Указом ПВС УССР село Василь-Строеску переименовано в Васильевку.

## Население и национальный состав
По данным переписи населения Украины 2001 года распределение населения по родному языку было следующим (в % от общей численности населения):
По Новокапланскому сельскому совету: украинский — 7,04 %; русский — 48,24 %; белорусский — 0,08 %; болгарский — 34,23; гагаузский — 3,85 %; молдавский — 6,31 %.
По селу Новые Капланы: украинский — 6,40 %; русский — 75,44 %; белорусский — 0,15 %; болгарский — 9,59; гагаузский — 0,15 %; молдавский — 8,14 %.
По селу Василевка: украинский — 7,88 %; русский — 13,13; болгарский — 66,04; гагаузский — 8,63 %; молдавский — 3,94 %.

## Местный совет
68410, Одесская обл., Арцизский р-н, с. Новые Капланы, ул. Ленина, 137